# Principecreools
Het Principecreools is een op het Portugees gebaseerde creoolse taal, die wordt gesproken in het Afrikaanse land Sao Tomé en Principe, meer specifiek op het eiland Principe.
De taal is verwant aan het Forro en het Angolar die beiden op het hoofdeiland Sao Tomé gesproken worden, en het Fa D'ambu dat op het tot Equatoriaal-Guinea behorende eiland Annobón wordt gesproken. Het wordt soms als dialect van het Forro beschouwd.
Het Principecreools had in 1999 naar schatting 200 moedertaalsprekers. Omdat dit met name ouderen zijn wordt de taal ernstig in het voortbestaan bedreigd.